# Géry
Géry è un comune francese di 54 abitanti situato nel dipartimento della Mosa nella regione del Grand Est.

## Storia

### Simboli
Lo stemma è stato adottato dal comune nell'agosto del 2014.
La ghiandaia (in francese geai) che tiene un chicco di riso (riz) nel becco costituisce un'arma parlante per il toponimo del paese Géry, anticamente Gereya, Guery, Gerry.
Le catene spezzate evocano san Pietro, patrono della parrocchia, con il miracolo della rottura dei suoi ceppi in carcere.
La rosa dei venti, che indica le direzioni, rappresenta il coraggio degli uomini di Géry che un tempo emigrarono in paesi diversi per esercitare i mestieri di arrotino, stagnaio, cocchiere, calzolaio…
Gli smalti rosso e oro e i barbi sono ripresi dal blasone della casata dei de Franquemont (di rosso, a due barbi addossati d'oro) che furono signori del luogo.

## Società

### Evoluzione demografica
Abitanti censiti